# St. Helena Historic Commercial District
Le St. Helena Historic Commercial District est un district historique américain situé dans le centre-ville de Saint Helena, en Californie. Il est inscrit au Registre national des lieux historiques depuis le 23 janvier 1998.